# Alice ze Schaerbeeku
Svatá Alice ze Schaerbeeku byla laická sestra cisterciačka. Římskokatolická církev ji uctívá jako svatou a jako patronku nevidomých a ochrnutých.

## Život
Alice se narodila ve Schaerbeeku nedaleko Bruselu v Brabantském vévodství. Již ve věku sedmi let se stala cisterciáckou laickou sestrou v klášteře La Cambre. Od dětství však trpěla malomocenstvím a musela proto pobývat v určité izolaci. V důsledku nemoci postupně ochrnula a oslepla. Kvůli ochraně před nákazou jí bylo svaté přijímání podáváno napitím z kalicha, aby se minimalizoval kontakt podávajícího kněze s ní. Nicméně ve vidění jí Ježíš Kristus ujistil, že přijímáním z kalicha přijímá nejen jeho Krev, ale také Tělo. Alice zažila i jiné vize a mystická vidění. Zemřela v roce 1250. Její kult byl schválen papežem sv. Piem X. v roce 1907.